# Chinony
Chinony jsou třídou organických sloučenin, které jsou formálně „odvozeny z aromatických sloučenin (jako je benzen nebo naftalen) přeměnou sudého počtu skupin -CH= na skupiny -C(=O)- s případným nutným přesunem dvojných vazeb“, čímž vzniká „plně konjugovaná cyklická struktura dionu“. Příkladem těchto sloučenin je 1,4-benzochinon nebo cyklohexadiendion, často nazývaný jednoduše „chinon“. Dalšími důležitými příklady jsou 1,2-benzochinon (ortho-chinon), 1,4-naftochinon a 9,10-antrachinon.

Název je odvozen od názvu kyseliny chinové (s příponou „-on“ označující keton), neboť se jedná o jednu ze sloučenin vznikajících při oxidaci kyseliny chinové. Kyselina chinová se, stejně jako chinin, získává z kůry chinovníku, v domorodých jazycích peruánských kmenů nazývaného quinaquina.

1,2-benzochinon
1,4-benzochinon
1,4-naftochinon
9,10-antrachinon